# Stram Kurs
Stram Kurs (Deens voor "Harde Koers"), wettelijk ook bekend als Hard Line, is een Deense politieke partij van extreemrechtse aard, opgericht in 2017 door Rasmus Paludan. De partij is hecht verbonden aan de anti-islam-demonstraties van Rasmus Paludan, waarbij hij regelmatig islamitische immigranten provoceert. De partij deed mee aan de parlementsverkiezingen in 2019 en behaalde 1.8% van de stemmen, wat niet genoeg was om de kiesdrempel van 2% te behalen.

## Geschiedenis
De allereerste verkiezing waarin Stram Kurs meedeed waren verkiezingen in zes gemeenten in 2017. Het haalde in geen enkele gemeente meer dan 200 stemmen. Paludan kreeg met zijn provocerende demonstraties tegen de islam veel aandacht op YouTube, waarbij hij spotprenten van Mohammed tentoonstelde in wijken met een grote moslim-bevolking en Korans verbrandt. Na afloop van een protest in Nørrebro ontstonden er rellen in de wijk, waarbij agenten werden aangevallen.
Op 27 april 2019 lukte het de partij om de verplichte 20.109 handtekeningen te halen om aan de parlementsverkiezingen mee te doen. Stram Kurs kreeg 1,8% van de stemmen, onder de kiesdrempel van 2%. De partij omzeilde de 'denkperiode' van zeven dagen voor steunverklaringen op dezelfde manier als Klaus Riskær Pedersen. Als straf mocht Paludan niet meer namens Stram Kurs steunverklaringen verzamelen. Om dit verbod te omzeilen, begon Paludan met het verzamelen van handtekeningen namens "Hard Line", een partij die zelfs door Paludan als een 'vrijwel identieke zusterpartij' wordt beschreven.

## Platform
De partij beschrijft haar ideologie als "etnisch-nationalistisch utilitarisme", met als doel het verkrijgen van maximale veiligheid voor alle Denen. Het platform van Stram Kurs bestaat uit een platform met twee stappen: de eerste stap is de volledige deportatie van iedere niet-Deen uit Denemarken met een uitzondering voor diegenen die als baby zijn geadopteerd, en de tweede stap is een radicale toename in vrijheden volgens libertaire principes.

## Rasmus Paludan
De leider van Stram Kurs (en Hard Line) is de in 1982 geboren Deens-Zweedse advocaat en voormalig docent Rasmus Paludan, die onder permanente toezicht van de politie staat wegens dreigingen jegens hem. Tussen 2015 en 2018 was hij werkzaam bij de Universiteit van Kopenhagen als docent in burgerlijk recht en goederenrecht. In 2012 heeft hij een contactverbod van vijf jaar gekregen wegens een zaak waarin hij een studiegenoot bij de Universiteit van Kopenhagen twee jaar lang stalkte. Paludan schreef een roman, waarbij een hoofdpersoon afkomstig uit hetzelfde dorp als zijn slachtoffer als "psychopaat die velen wou doden en misbruiken" werd beschreven.
In juni 2020 is hij veroordeeld tot een celstraf van drie maanden (waarvan twee maanden voorwaardelijk) wegens racistische uitspraken.